# Plagiochila scalpellifolia
Plagiochila scalpellifolia là một loài rêu trong họ Plagiochilaceae. Loài này được P.C. Chen & P.C. Wu mô tả khoa học đầu tiên năm 1979.